# 丹妮拉·马西亚斯
丹妮拉·马西亚斯（西班牙語：Daniela Macías，1997年10月9日—），秘魯女子羽毛球運動員。

## 簡歷
2014年8月，丹妮拉·马西亚斯代表秘魯參加中國南京舉行的夏季青年奧林匹克運動會羽毛球比賽。

## 主要比賽成績
只列出曾進入準決賽的國際賽事成績：
| 年份   | 賽事                         | 公開賽級別 | 項目     | 拍檔                 | 成績   |
| ------ | ---------------------------- | ---------- | -------- | -------------------- | ------ |
| 2012年 | 巴西羽毛球國際賽             | 國際挑戰賽 | 女子雙打 | Camilla Garcia       | 亞軍   |
| 2013年 | 吉拉爾迪拉羽毛球賽           | 國際系列賽 | 女子單打 | －                   | 亞軍   |
| 2013年 | 吉拉爾迪拉羽毛球賽           | 國際系列賽 | 女子雙打 | 鲁兹·玛丽亚·索诺萨   | 亞軍   |
| 2013年 | 阿根廷羽毛球國際賽           | 未來系列賽 | 女子雙打 | 鲁兹·玛丽亚·索诺萨   | 亞軍   |
| 2013年 | 危地馬拉羽毛球國際賽         | 國際系列賽 | 女子單打 | －                   | 亞軍   |
| 2013年 | 危地馬拉羽毛球國際賽         | 國際系列賽 | 女子雙打 | 西村丹妮卡           | 準決賽 |
| 2013年 | 巴西羽毛球國際賽             | 國際挑戰賽 | 女子雙打 | 西村丹妮卡           | 準決賽 |
| 2013年 | 泛美洲羽毛球錦標賽           | 其他       | 女子雙打 | 西村丹妮卡           | 準決賽 |
| 2013年 | 蘇利南羽毛球國際賽           | 國際系列賽 | 女子單打 | －                   | 準決賽 |
| 2014年 | 泛美洲青年羽毛球錦標賽       | 其他       | 女子雙打 | 西村丹妮卡           | 季軍   |
| 2014年 | 蘇利南羽毛球國際賽           | 國際系列賽 | 女子單打 | －                   | 冠軍   |
| 2014年 | 蘇利南羽毛球國際賽           | 國際系列賽 | 女子雙打 | 西村丹妮卡           | 亞軍   |
| 2014年 | 聖多明哥羽毛球公開賽         | 國際系列賽 | 女子單打 | －                   | 準決賽 |
| 2014年 | 聖多明哥羽毛球公開賽         | 國際系列賽 | 女子雙打 | 西村丹妮卡           | 冠軍   |
| 2015年 | 吉拉爾迪拉羽毛球賽           | 國際系列賽 | 女子單打 | －                   | 準決賽 |
| 2015年 | 吉拉爾迪拉羽毛球賽           | 國際系列賽 | 女子雙打 | 西村丹妮卡           | 準決賽 |
| 2015年 | 智利羽毛球國際賽             | 國際系列賽 | 女子雙打 | 西村丹妮卡           | 準決賽 |
| 2015年 | 智利羽毛球國際賽             | 國際系列賽 | 混合雙打 | 马丁·德尔瓦尔        | 準決賽 |
| 2015年 | 聖多明哥羽毛球公開賽         | 國際系列賽 | 女子單打 | －                   | 準決賽 |
| 2015年 | 泛美洲青年羽毛球錦標賽       | 其他       | 女子單打 | －                   | 季軍   |
| 2015年 | 泛美洲青年羽毛球錦標賽       | 其他       | 女子雙打 | Chiara Carranza      | 季軍   |
| 2015年 | 哥倫比亞羽毛球國際賽         | 國際系列賽 | 混合雙打 | 丹尼爾·拉托雷·瑞格   | 亞軍   |
| 2015年 | 巴西羽毛球國際賽             | 國際系列賽 | 女子雙打 | 西村丹妮卡           | 亞軍   |
| 2015年 | 蘇利南羽毛球國際賽           | 國際系列賽 | 女子雙打 | Maria Delia Zambrano | 準決賽 |
| 2016年 | 秘魯羽毛球國際系列賽         | 國際系列賽 | 女子雙打 | 西村丹妮卡           | 準決賽 |
| 2016年 | 吉拉爾迪拉羽毛球賽           | 國際系列賽 | 女子單打 | －                   | 亞軍   |
| 2016年 | 吉拉爾迪拉羽毛球賽           | 國際系列賽 | 女子雙打 | 鲁兹·玛丽亚·索诺萨   | 冠軍   |
| 2016年 | 泛美洲羽毛球錦標賽           | 其他       | 混合團體 | －                   | 季軍   |
| 2016年 | 泛美洲羽毛球錦標賽           | 其他       | 女子單打 | －                   | 季軍   |
| 2016年 | 泛美洲羽毛球錦標賽           | 其他       | 女子雙打 | 西村丹妮卡           | 季軍   |
| 2017年 | 泛美洲羽毛球錦標賽 (團體)    | 其他       | 混合團體 | －                   | 季軍   |
| 2017年 | 秘魯羽毛球國際系列賽         | 國際系列賽 | 女子單打 | －                   | 冠軍   |
| 2017年 | 秘魯羽毛球國際系列賽         | 國際系列賽 | 女子雙打 | 西村丹妮卡           | 冠軍   |
| 2017年 | 秘魯羽毛球國際挑戰賽         | 國際挑戰賽 | 女子雙打 | 西村丹妮卡           | 冠軍   |
| 2017年 | 泛美洲羽毛球錦標賽           | 其他       | 女子雙打 | 西村丹妮卡           | 亞軍   |
| 2017年 | 美國羽毛球國際系列賽         | 國際系列賽 | 女子單打 | －                   | 亞軍   |
| 2017年 | 美國羽毛球國際系列賽         | 國際系列賽 | 女子雙打 | 西村丹妮卡           | 亞軍   |
| 2017年 | 美國羽毛球國際系列賽         | 國際系列賽 | 混合雙打 | 马里奥·库巴          | 準決賽 |
| 2017年 | 加勒比地區羽毛球聯合會公開賽 | 國際系列賽 | 女子單打 | －                   | 亞軍   |
| 2017年 | 加勒比地區羽毛球聯合會公開賽 | 國際系列賽 | 女子雙打 | 西村丹妮卡           | 冠軍   |
| 2017年 | 墨西哥羽毛球國際賽           | 國際系列賽 | 女子單打 | －                   | 準決賽 |
| 2017年 | 墨西哥羽毛球國際賽           | 國際系列賽 | 女子雙打 | 西村丹妮卡           | 冠軍   |
| 2017年 | 危地馬拉羽毛球國際系列賽     | 國際系列賽 | 女子單打 | －                   | 冠軍   |
| 2017年 | 危地馬拉羽毛球國際系列賽     | 國際系列賽 | 女子雙打 | 西村丹妮卡           | 冠軍   |
| 2018年 | 泛美洲羽毛球男女子團體錦標賽 | 其他       | 女子團體 | －                   | 季軍   |
| 2018年 | 牙買加羽毛球國際賽           | 國際系列賽 | 女子單打 | －                   | 亞軍   |
| 2018年 | 秘魯羽毛球未來系列賽         | 未來系列賽 | 女子單打 | －                   | 冠軍   |
| 2018年 | 秘魯羽毛球未來系列賽         | 未來系列賽 | 女子雙打 | 西村丹妮卡           | 冠軍   |
| 2018年 | 秘魯羽毛球國際賽             | 國際系列賽 | 女子雙打 | 西村丹妮卡           | 冠軍   |
| 2018年 | 墨西哥羽毛球國際賽           | 國際系列賽 | 女子單打 | －                   | 準決賽 |
| 2018年 | 墨西哥羽毛球國際賽           | 國際系列賽 | 女子雙打 | 西村丹妮卡           | 亞軍   |
| 2018年 | 蘇利南羽毛球國際賽           | 國際系列賽 | 女子單打 | —                    | 亞軍   |
| 2018年 | 蘇利南羽毛球國際賽           | 國際系列賽 | 女子雙打 | 西村丹妮卡           | 冠軍   |
| 2018年 | 薩爾瓦多羽毛球國際賽         | 未來系列賽 | 女子單打 | －                   | 冠軍   |
| 2018年 | 薩爾瓦多羽毛球國際賽         | 未來系列賽 | 女子雙打 | 西村丹妮卡           | 冠軍   |
| 2019年 | 吉拉爾迪拉羽毛球賽           | 未來系列賽 | 女子單打 | —                    | 亞軍   |
| 2019年 | 吉拉爾迪拉羽毛球賽           | 未來系列賽 | 女子雙打 | 西村丹妮卡           | 冠軍   |
| 2019年 | 吉拉爾迪拉羽毛球賽           | 未來系列賽 | 混合雙打 | 马里奥·库巴          | 冠軍   |
| 2019年 | 秘魯羽毛球未來系列賽         | 未來系列賽 | 女子單打 | —                    | 準決賽 |
| 2019年 | 秘魯羽毛球未來系列賽         | 未來系列賽 | 女子雙打 | 西村丹妮卡           | 冠軍   |
| 2019年 | 秘魯羽毛球未來系列賽         | 未來系列賽 | 混合雙打 | 马里奥·库巴          | 準決賽 |
| 2019年 | 秘魯羽毛球國際賽             | 國際系列賽 | 女子雙打 | 西村丹妮卡           | 準決賽 |
| 2019年 | 貝寧羽毛球國際賽             | 國際系列賽 | 女子單打 | －                   | 亞軍   |
| 2019年 | 貝寧羽毛球國際賽             | 國際系列賽 | 女子雙打 | 西村丹妮卡           | 冠軍   |
| 2019年 | 危地馬拉羽毛球國際系列賽     | 國際系列賽 | 女子雙打 | 西村丹妮卡           | 亞軍   |
| 2019年 | 巴林羽毛球國際系列賽         | 國際系列賽 | 女子雙打 | 西村丹妮卡           | 冠軍   |
| 2019年 | 埃及羽毛球國際賽             | 國際系列賽 | 女子單打 | －                   | 準決賽 |
| 2019年 | 埃及羽毛球國際賽             | 國際系列賽 | 女子雙打 | 西村丹妮卡           | 準決賽 |
| 2019年 | 阿爾及利亞羽毛球國際賽       | 國際系列賽 | 女子單打 | －                   | 準決賽 |
| 2019年 | 阿爾及利亞羽毛球國際賽       | 國際系列賽 | 女子雙打 | 西村丹妮卡           | 冠軍   |
| 2019年 | 蘇利南羽毛球國際賽           | 國際系列賽 | 女子單打 | －                   | 準決賽 |
| 2019年 | 蘇利南羽毛球國際賽           | 國際系列賽 | 女子雙打 | 西村丹妮卡           | 冠軍   |
| 2019年 | 薩爾瓦多羽毛球國際賽         | 未來系列賽 | 女子單打 | －                   | 冠軍   |
| 2019年 | 薩爾瓦多羽毛球國際賽         | 未來系列賽 | 女子雙打 | 西村丹妮卡           | 冠軍   |
| 2020年 | 烏干達羽毛球國際賽           | 國際系列賽 | 女子雙打 | 西村丹妮卡           | 亞軍   |
| 2020年 | 牙買加羽毛球國際賽           | 國際系列賽 | 女子雙打 | 西村丹妮卡           | 亞軍   |
| 2020年 | 秘魯羽毛球未來系列賽         | 未來系列賽 | 女子單打 | －                   | 亞軍   |
| 2020年 | 秘魯羽毛球未來系列賽         | 未來系列賽 | 女子雙打 | 西村丹妮卡           | 冠軍   |

| 2007-2017年 | 首要超級賽 | 超級賽 | 黃金大獎賽 | 大獎賽 | 國際挑戰賽 | 國際系列賽 | 未來系列賽 | 其他 |

| 2018-2026年 | 總決賽 | 超級1000賽 | 超級750賽 | 超級500賽 | 超級300賽 | 超級100賽 | 國際挑戰賽 | 國際系列賽 | 未來系列賽 | 其他 |

### 奧運會和世錦賽參賽紀錄
| 項目     | 搭檔       | 2018 | 2019 | 2020       |
| -------- | ---------- | ---- | ---- | ---------- |
| 女子單打 | 不適用     | －   | －   | 小組第三名 |
| 女子雙打 | 西村丹妮卡 | 48強 | 48強 | －         |